# Fergus Kavanagh
Fergus Kavanagh (Dublin (Ierland), 21 mei 1987) is een Australisch hockeyer.
Kavanagh speelt sinds 2007 voor de Australische hockeyploeg en heeft met die ploeg een uitgebreid palmares bij elkaar gespeeld. Hij maakte deel uit van de selecties die brons wonnen op de Olympische Spelen van 2008 en de Olympische Spelen van 2012. Op het WK 2010 in India werd hij met Australië Wereldkampioen. Daarnaast behaalde hij vijf keer achtereen goud tijdens de Champions Trophy's van 2008, 2009, 2010, 2011 en 2012 en ook goud op de Gemenebestspelen in 2010.
In clubverband speelde Kavanagh in eigen land voor Hale Hockey uit Perth. In 2012 kwam de verdediger samen met zijn landgenoten Chris Ciriello en Matthew Swann naar Nederland om te spelen voor HC Bloemendaal.